# Ubundu
Ubundu, ook bekend onder de naam Ponthierstad (Frans: Ponthierville) (naar Pierre Ponthier), is een plaats in de provincie Tshopo van de Democratische Republiek Congo. 
Ubundu ligt aan de Lualaba en (stroomafwaarts) de Kongo. De Lualaba is bevaarbaar tussen Kindu en Ubundu. De stad is verbonden met Kisangani via een spoorweg, hetgeen het mogelijk maakt om het vervoer te verzekeren door de rivier te volgen, en zo de watervallen van Boyoma, maar vooral Wagenia of Stanley Falls genoemd, te vermijden.
De lokale taal in Ubundu is het Kiswahili.

## Geboren
- Faustin Linyekula (1974), danser en choreograaf